# Christmas Duets (Elvis Presley-album)
A Christmas Duets Elvis Presley által énekelt karácsonyi dalokból 2008 karácsonyára készített duett album, melyen főként a country műfajban ismert amerikai énekesnők énekelnek utólagosan készített duetteket Elvis Presleyvel. Az album utolsó három száma új kísérettel és hangszereléssel van kiegészítve, de nem duett.

## Az album dalai
zárójelben a duett partner
- Blue Christmas (Martina McBride)
- I'll Be Home for Christmas (Carrie Underwood)
- Here Comes Santa Claus (Leann Rimes)
- Santa Claus Is Back in Town (Wynonna Judd)
- Silent Night (Sara Evans)
- White Christmas (Amy Grant)
- Merry Christmas Baby (Gretchen Wilson)
- O Little Town of Bethlehem (Karen Fairchild és Kimberly Schlapman)
- Silver Bells (Anne Murray)
- O Come All Ye Faithful (Olivia Newton-John)
- The First Noel
- If I Get Home on Christmas Day
- Winter Wonderland

## Helyezések
- U.S. Top Country Albums: No. 3
- U.S. Billboard 200: No.17
- Australian ARIA Albums Chart: No.20

## Kiadás
RCA-Nashville 35479-2